# Мухоловка рудохвоста
Мухоло́вка рудохвоста (Ficedula ruficauda) — вид горобцеподібних птахів родини мухоловкових (Muscicapidae). Мешкає в горах Південної і Центральної Азії. Раніше цей вид відносили до роду Мухоловка (Muscicapa) однак за результатами низки молекулярно-фіолегенетичних лосдіджень вид спочатку був переведений до монотипового роду Ripleyia (або Ripleyornis), а потім до роду Строката мухоловка (Ficedula).

## Опис
Довжина птаха становить 14 см, вага 11-16 г. Виду не притаманний статевий диморфізм. Забарвлення переважно сірувато-коричневе, нижня частина тіла білувата, надхвістя і хвіст іржасто-руді. Дзьоб знизу блідо-оранжевий. 

## Поширення і екологія
Рудохвості мухоловки гніздяться в Таджикистані, південно-західному Киргизстані, східному Туркменістані, північному Афганістані, північному Пакистані, північній Індії і Непалі. У серпні-вересні вони мігрують до Західних Гат на південному заході Індії. Вони живуть в гірських хвойних і мішаних лісах Паміру, Гіндукушу, Каракорума і Гімалаїв, на висоті від 1200 до 3300 м над рівнем моря. Живляться комахами та іншими дрібними безхребетними. Сезон розмноження триває з травня по липень.